# Leclercera
Leclercera là một chi nhện trong họ Ochyroceratidae.